# Endocanibalismo
Endocanibalismo é uma prática de canibalismo na própria localidade ou comunidade. O endocanibalismo também tem sido usado para descrever o consumo de remanescentes em um contexto mortuário.